# Maskirovka
Maskirovka (en russe : маскировка, littéralement : camouflage) est un terme russe qui désigne l'art de la désinformation militaire. Il en résulte que ce terme est souvent appliqué aux comportements russes de dissimulation en matière militaire.
La maskirovka ne recouvre aucune pratique spécifiquement russe mais trouve son originalité dans l'appréhension des techniques de désinformation comme un tout, depuis le simple camouflage à l'échelon individuel jusqu'au niveau stratégique.
Les procédés pour tromper l’ennemi comprennent la dissimulation, l’utilisation de leurres ou de faux équipements, les fausses manœuvres militaires, le déni et la désinformation. L’Encyclopédie militaire soviétique de 1944 fait référence aux « moyens de sécuriser les opérations de combat et les activités quotidiennes des forces [armées] ; un ensemble de mesures visant à tromper l’ennemi sur la présence et la masse des forces disponibles… » Les versions ultérieures de la doctrine abordent également les méthodes stratégiques, politiques et diplomatiques, y compris la manipulation des « faits », de la situation et des perceptions pour influencer les médias et l’opinion dans le monde entier, afin d’atteindre ou de faciliter l’atteinte des objectifs tactiques, stratégiques, nationaux et internationaux.
Plus précisément dans l’histoire de la Seconde Guerre mondiale, on a coutume de parler de maskirovka à propos d’un certain nombre de batailles, les plus connues étant celles de Rjev-Vyazma, Stalingrad, Koursk et l'opération Bagration.

## Histoire
En 1380 à la bataille de Koulikovo, le prince Dimitri Ier Donskoï vainc les armées de la Horde d'or en effectuant une attaque inattendue du régiment caché dans la forêt. La tactique de cette bataille est toujours citée dans les écoles russes d’élèves-officiers.
Avant la Seconde Guerre mondiale, l'Armée russe, puis l’Armée rouge, avaient une école de tromperie créée en 1904 et dissoute en 1929. Le règlement de 1929 de l'Armée rouge constatait que : « la surprise exerce un effet stupéfiant sur l'ennemi. Pour cette raison, toutes les opérations menées par les troupes devraient être accomplies avec vitesse et masquage maximaux ». Pour atteindre le masquage, on devait déconcerter l'ennemi avec les mouvements et l'usage du camouflage, profiter du terrain, de la nuit et du brouillard, le tout avec vitesse et dans la plus grande clandestinité possible. « Ainsi, dans l'art soviétique militaire au cours des années 1920, la théorie de la maskirovka opérationnelle a été développée comme l'un des moyens les plus importants pour parvenir à un effet de surprise dans les opérations. ».
Le journaliste et chercheur Romain Mielcarek évoque la maskirovka pour parler des opérations militaires d'influence contemporaines, notamment dans le cadre de la guerre en Ukraine. Il écrit : « Pour les Russes, la question de l'influence ne réclame pas plusieurs réponses qui seraient propres à l'armée, à la diplomatie, au pouvoir politique et aux médias. À l'inverse des pays occidentaux qui tendent à distinguer les rôles et les limites, notamment éthiques, des uns et des autres, les Russes ont une approche globale de la question qui rend extrêmement difficile la lecture des organigrammes. »

### Crédits
- (en) Cet article est partiellement ou en totalité issu de l’article de Wikipédia en anglais intitulé « Russian military deception » (voir la liste des auteurs).